# Pyrrhorachis deliciosa
Pyrrhorachis deliciosa là một loài bướm đêm trong họ Geometridae.